# Luise Kautsky
Luise Kautsky, también Luise Kautsky-Ronsperger, de soltera Ronsperger (11 de agosto de 1864 en Viena; † 8 de diciembre de 1944 en el campo de concentración de Auschwitz-Birkenau) fue una política socialista berlinesa del Partido Socialdemócrata Independiente de Alemania (USPD). Fue esposa de Karl Kautsky desde 1890 y amiga de Rosa Luxemburgo.

## Biografía
Luise Kautsky nació en una familia judía de clase media. Hacia 1880 trabajó en la pastelería de sus padres. En ese momento se hizo amiga de la escritora socialista Minna Kautsky y se comprometió oficialmente con su hijo mayor, Karl Kautsky, en el invierno de 1889/90. En 1890 la pareja se mudó a Stuttgart y en 1897 de Stuttgart a Berlín. Si bien inicialmente trabajó principalmente como secretaria (gratuita) y traductora para su marido, más tarde se convirtió en periodista activa por sugerencia de Rosa Luxemburgo.

Ella tradujo parte de la recopilación de escritos de Karl Marx y Friedrich Engels del inglés al alemán; ambos volúmenes aparecieron en 1917.

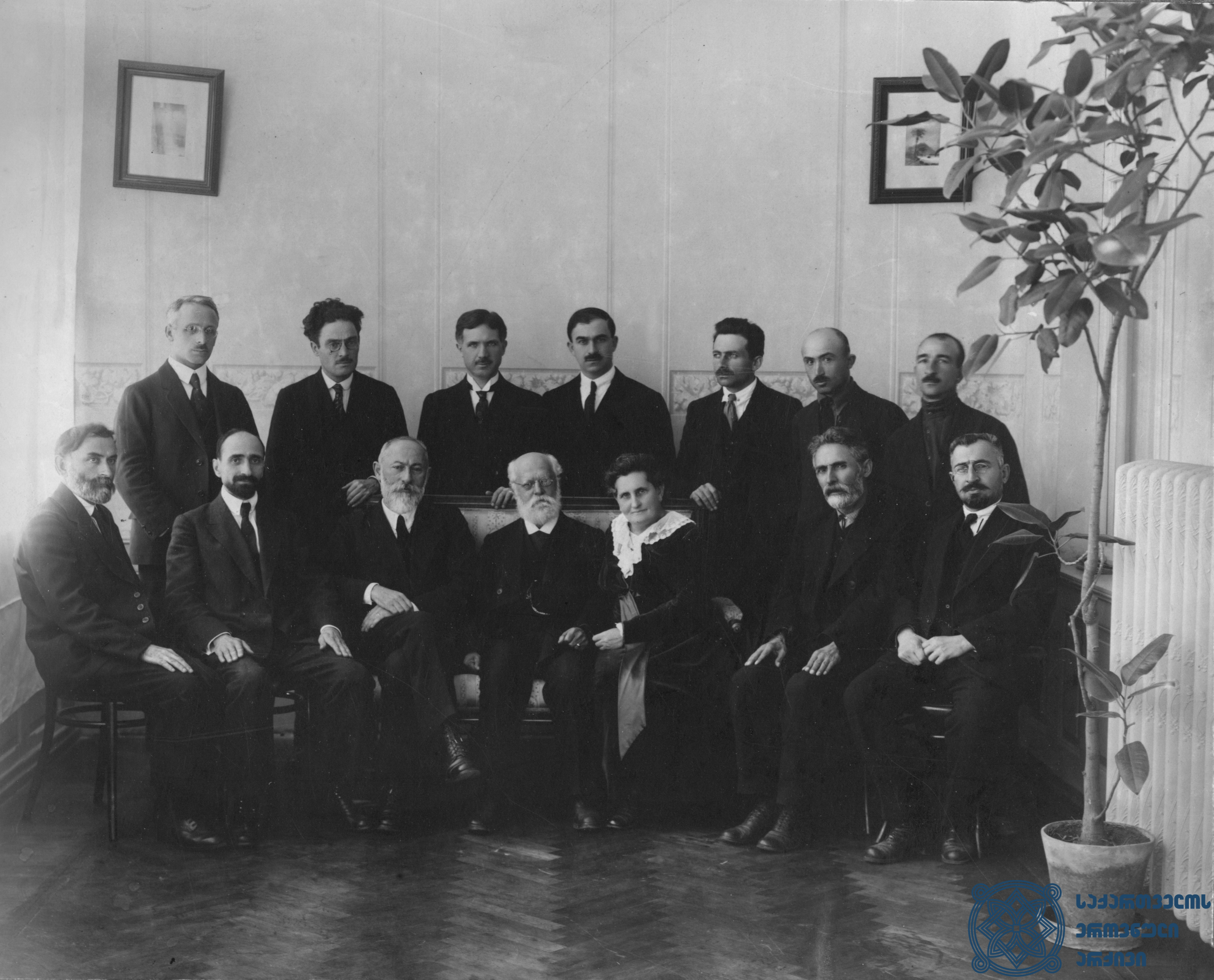
Luise Kautsky con su esposo Karl Kautsky en 1920.

Después de 1918 también participó activamente en la política local y fue concejal de la ciudad de Berlín para el USPD. Entre septiembre de 1920 y enero de 1921, ella y su marido visitaron la República Democrática de Georgia, entonces gobernada por socialdemócratas; en abril de 1921 publicó en Arbeiter-Zeitung una serie de artículos en varias partes sobre sus impresiones de viaje. En 1924 regresó a Austria. En 1929 publicó un libro en memoria de Rosa Luxemburgo después de que el Partido Comunista de Alemania (KPD) impidiera la publicación prevista de su segundo volumen de cartas de Rosa Luxemburgo en una disputa por derechos de autor.
Tras el Anschluss nazi (marzo de 1938) tuvo que huir como socialista y judía. Se mudó a los Países Bajos. En Ámsterdam entregó la propiedad de su marido al Instituto Internacional de Historia Social y le ayudó a familiarizarse con los materiales. En 1944, cuando tenía 80 años, fue deportada del campo de tránsito de Westerbork a Auschwitz. Allí sus compañeros de prisión la introdujeron clandestinamente desde la rampa de selección hasta el cuartel de la enfermería, pero murió unas semanas más tarde de insuficiencia cardíaca.

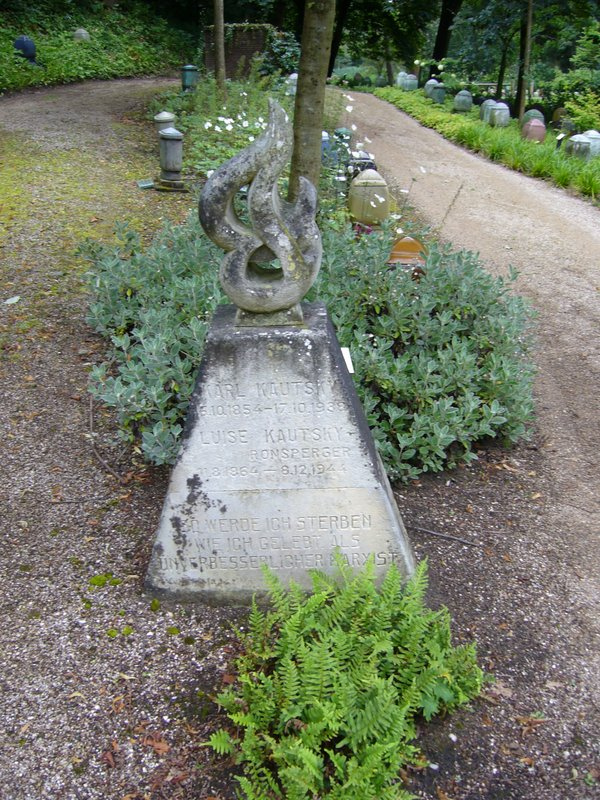
Conmemoración de Luise Kautsky en la lápida de su marido Karl Kautsky en el cementerio de Westerveld.

Una placa conmemorativa en el ayuntamiento de Berlín recuerda a Luise Kautsky. Su patrimonio se encuentra en los archivos del Instituto Internacional de Historia Social de Ámsterdam.
En enero de 2011 se inauguró la Casa Luise y Karl Kautsky, su antiguo hogar en la Saarstraße de Berlín, como oficina federal de las Juventudes Socialistas de Alemania - Los Halcones.

## Reconocimiento de Luise Kautsky

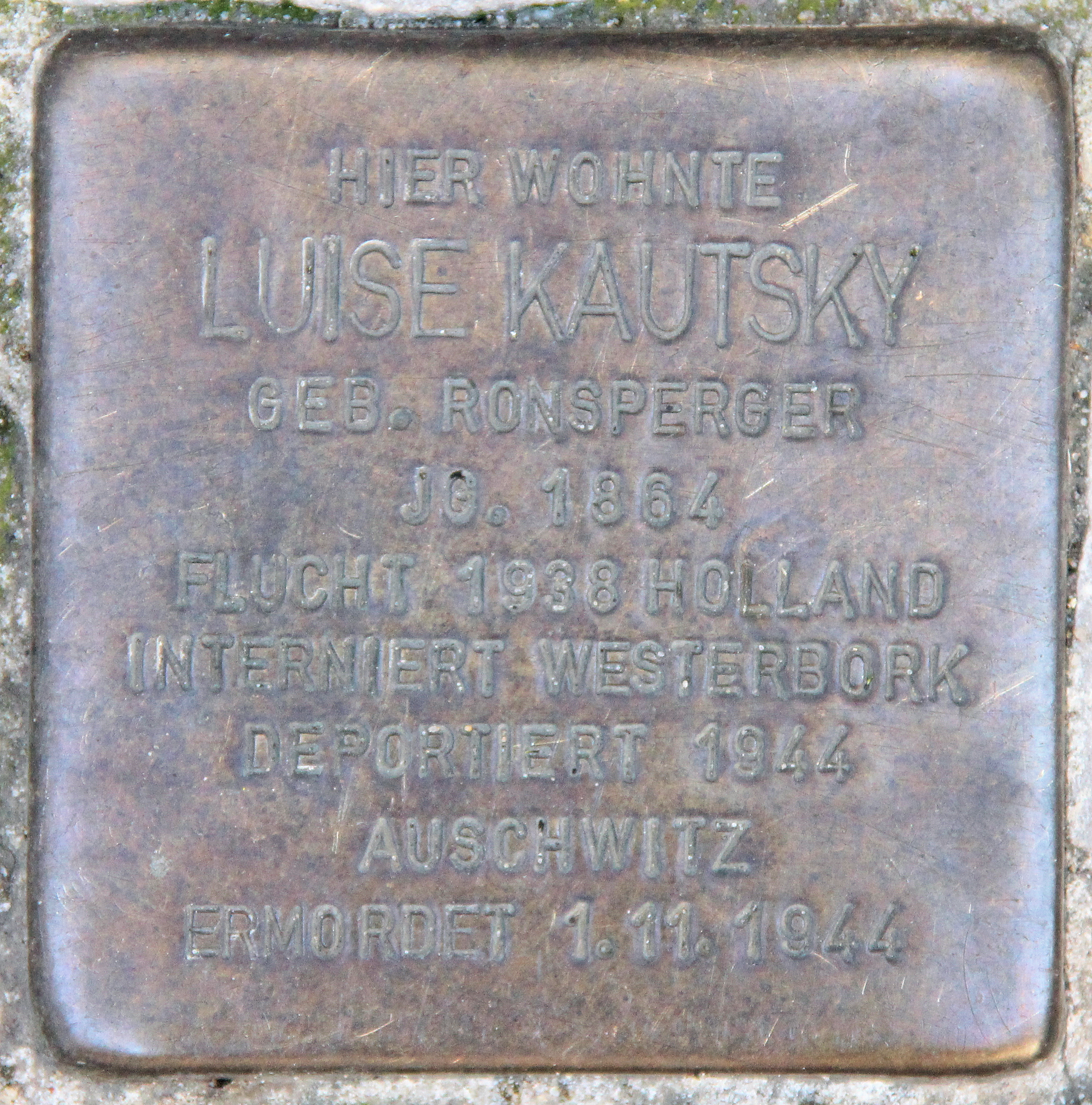
Stolperstein Luise Kautsky de en Berlín-Charlottenburg.

Después de su muerte, su vida fue publicada en los “SOZIALISTISCHEN MITTEILUNGEN” en el verano de 1945. Noticias para los socialistas alemanes en Inglaterra”:
“Un destino trágico acabó con la vida de la anciana camarada Luise Kautsky. Los nazis la deportaron de su país de asilo, Holanda, al campo de exterminio de Auschwitz en septiembre de 1944, pocas semanas después de cumplir 80 años. Murió allí unas semanas después. Su hijo, el Dr. Benedict Kautsky, liberado del campo de concentración de Buchenwald, transmitió esta trágica noticia a sus amigos de Londres. Luise Kautsky - ella misma una gran socialista recta - es una parte integral de la historia del movimiento obrero internacional y alemán como leal compañera de nuestro Karl Kautsky".

### Editorial
- Rosa Luxemburgo: Cartas desde la prisión 1920.
- Rosa Luxemburgo: Cartas a Karl y Luise Kautsky. 1923.

### Traducciones
- Louis B. Boudin: Das theoretische System von Karl Marx. Aus dem Englischen übersetzt von Luise Kautsky. Mit einem Vorwort zur deutschen Ausgabe von Karl Kautsky. J. H. W. Dietz Nachf., Stuttgart 1909. (=Internationale Bibliothek 46)
- Paul Lafargue: Ursprung und Entwicklung des Begriffs der Seele. 1909.
- Karl Marx/Friedrich Engels: Gesammelte Schriften 1852-1862. Herausgegeben von N. Rjasanoff. 1917
- Gilbert Murray: Das Problem der auswärtigen Politik. Eine Betrachtung der jetzigen Gefahren und den besten Methoden, ihnen zu begegnen. Nach der Ausgabe für Amerika aus dem Englischen übersetzen von Luise Kautsky. Mit einem Geleitwort von Karl Kautsky. J. H. W. Dietz Nachf., Berlin 1922.
- Karl Marx: Die Inauguraladresse der internationalen Arbeiter-Association. Übersetzt von Luise Kautsky. Herausgegeben, eingeleitet und kommentiert von Karl Kautsky. J. H. W. Dietz Nachf., Berlin 1922. (2. erw. Aufl. 1928).

## Lectura adicional
- Luise Kautsky en la memoria. Obituarios de Friedrich Adler y Oda Lerda-Olberg. Informes desde Ámsterdam: Annie van Scheltema, desde Birkenau: Lucie Adelsberger. Cartas desde y sobre Buchenwald de Benedikt Kautsky . Willard, Nueva York, NY 1945.
- Karl y Luise Kautsky. Correspondencia con Checoslovaquia 1879-1939. Editado por Zdeněk Šolle. Con la participación de Jan Gielkens. Campus, Fráncfort del Meno 1993. ISBN 3-593-34902-7 .
- Jutta Dick, Marina Sassenberg (ed.) : Las mujeres judías en los siglos XIX y XX siglo . Léxico de vida y obra, Reinbek 1993, ISBN 3-499-16344-6 .
- Günter Regneri: Luise Kautsky. Alma del marxismo internacional – amiga de Rosa Luxemburgo . Hentrich & Hentrich, Berlín 2013, ISBN 978-3-942271-82-0 . ( Serie de miniaturas judías).